# فرانكو نيجري
فرانكو نيجري (بالإسبانية: Franco Negri)‏ (20 فبراير 1995 في الأرجنتين - ) هو لاعب كرة قدم أرجنتيني في مركز الوسط. لعب مع نادي سان لورينزو.

## وصلات خارجية
- فرانكو نيجري على موقع الدوري الأمريكي (الإنجليزية)
- فرانكو نيجري على موقع قاعدة بيانات كرة القدم.إي يو (الإنجليزية)
- فرانكو نيجري على موقع Soccerway.com (الإنجليزية)